# 21729 Кімрічардс
21729 Кімрічардс (21729 Kimrichards) — астероїд головного поясу, відкритий 9 вересня 1999 року.
Тіссеранів параметр щодо Юпітера — 3,551.